# Taxi Driver: Oko Ashewo
Taxi Driver: Oko Ashewo, también conocida como Taxi Driver u Oko Ashewo, es una película de suspenso y comedia negra nigeriana de 2015 producida por Ayobami Macaulay y dirigida por Daniel Oriahi. Está protagonizada por Odunlade Adekola, Femi Jacobs, Ijeoma Grace Agu y Afeez Oyetoro.

## Sinopsis
Adigun (Femi Jacobs), un ingenuo mecánico  pueblerino de 31 años llega a Lagos por primera vez tras el fallecimiento de su padre, que era taxista. Taiwo (Odunlade Adekola), compañero taxista de su padre, lo ayuda a conocer Lagos y a acostumbrarse a las calles. Adigun tendrá que lidiar con gente extraña a la que conoce trabajando de noche; desde Delia (Grace Ijeoma Agu), una prostituta, hasta los notorios asesinos llamados "los tres sabios".

## Elenco
- Femi Jacobs como Adigun
- Odunlade Adekola como Taiwo
- Ijeoma Grace Agu como Delia
- Richard Akinladen como Kuku
- Babajide Alimison como Tiny
- Oyetoro Hafiz como Kakanfo
- Toyin Oshinaike como Baba mistura
- Kelechi Udegbe como Bashar

## Producción
El director, Oriahi, declaró: “ Taxi Driver: Oko Ashewo es un diario personal de mi admiración por la Isla de Lagos y sus calles populares, desde Igbosere Road hasta Broad Street, CMS, Obalende y la vitalidad de su gente. Confié en mis experiencias como extranjero en Lagos para influir en mi enfoque al contar esta historia del viaje de un hombre en busca de un propósito".

## Lanzamiento
El primer avance de Oko Ashewo fue lanzado en YouTube el 16 de octubre de 2015, mientras que el videoclip oficial se publicado una semana después, el 23 de octubre. La cinta se estrenó el 13 de noviembre de 2015.
Se convirtió instantáneamente en un éxito de taquilla, batiendo récords para conseguir el fin de semana de apertura de mayor taquilla del año en el momento de su lanzamiento. Luchó contra la película Spectre por el primer puesto en su primera semana de lanzamiento. Recaudó más de ₦ 20 millones en los cines, siendo la tercera película nigeriana más taquillera de 2015, detrás de Road to Yesterday y Fifty.

## Recepción
Oris Aigbokhaevbolo en el sitioweb BellaNaija, aunque critica la narrativa como una tergiversación de Lagos, elogió la película por la autenticidad del diálogo, cinematografía y representación adecuada de la clase trabajadora nigeriana. Sin condescendencia concluyó: "Es apasionante y se mueve enérgicamente como debería hacerlo una película ambientada en un vehículo de Lagos. Pero una escena expositiva destinada a dar a la protagonista femenina una historia de fondo amortigua el impulso. Se recupera y se encamina hacia el caos y varios giros en una escena clave. En ese punto, puede pensar que Taxi Driver se dirige a la tragedia. No es así y esa es la tragedia de la película. Su [...] necesidad [de Oriahi] de complacer a la multitud gana sobre el nerviosismo de la película en su historia". Kemi Filani elogió el diseño de sonido, cinematografía y calidad de producción general de la película. También elogió la caracterización y actuaciones, pero condenó la parte final de la película y la describió como "confusa".
Modern Ghana elogió las actuaciones, banda sonora, cinematografía y escenografía, y concluyó: "Lo que diferencia a TAXI DRIVER: Oko Ashawo de otras películas, es su realismo. El alivio cómico es muy oportuno y definitivamente estarás contento de haber gastado tu tiempo y dinero viéndolo". Tola Williams de True Nollywood Stories elogió la cinematografía y la actuación de Agu como prostituta, pero criticó la trama de la película, afirmando: "Taxi Driver:Oko Ashawo", también conocida como película con una pequeña historia y muchos disparos.